# Красногорлая щурка
Красного́рлая щу́рка (лат. Merops bulocki) — вид птиц из семейства щурковых. Выделяют два подвида. О последнем из них есть упоминание в словаре Брокгауза и Ефрона как о щурке усатой. Видовое название дано в честь английского натуралиста и собирателя Уильяма Буллока (1773—1849).

## Описание
Красногорлая щурка достигает длины 22 см и массы 21—28 грамм. Лобная часть головы зелёная, затылочная — жёлто-коричневая как и задняя часть шеи. От клюва к глазу и чуть дальше тянется чёрная полоса. У подвида Merops bulocki frenatus ниже чёрной полосы располагается тонкая голубая полоска. Подбородок и передняя часть шеи ярко-красного цвета. Верхняя часть брюшка жёлтая, нижняя — синяя. Спина, крылья и хвост — зелёные.

## Подвиды и распространение
Выделяют два подвида:
- Merops bulocki bulocki Vieillot, 1817 — от Сенегала и Гамбии до Центральноафриканской Республики
- Merops bulocki frenatus Hartlaub, 1854 — от юга Судана и запада Эфиопии до северо-востока Демократической Республики Конго и севера Уганды

## Галерея

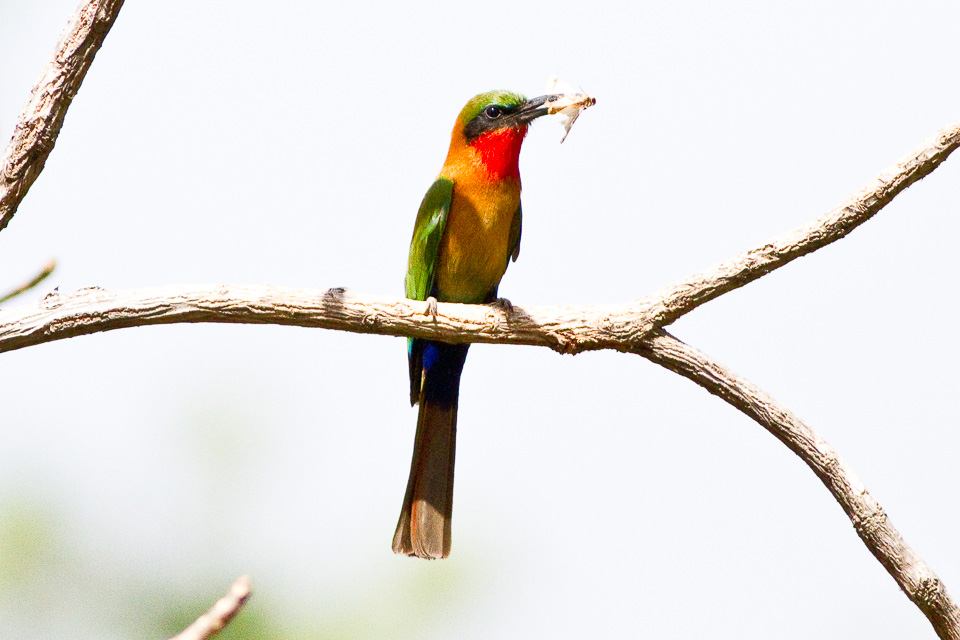
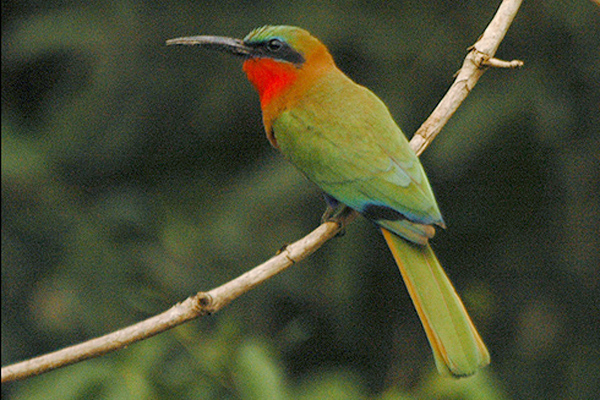
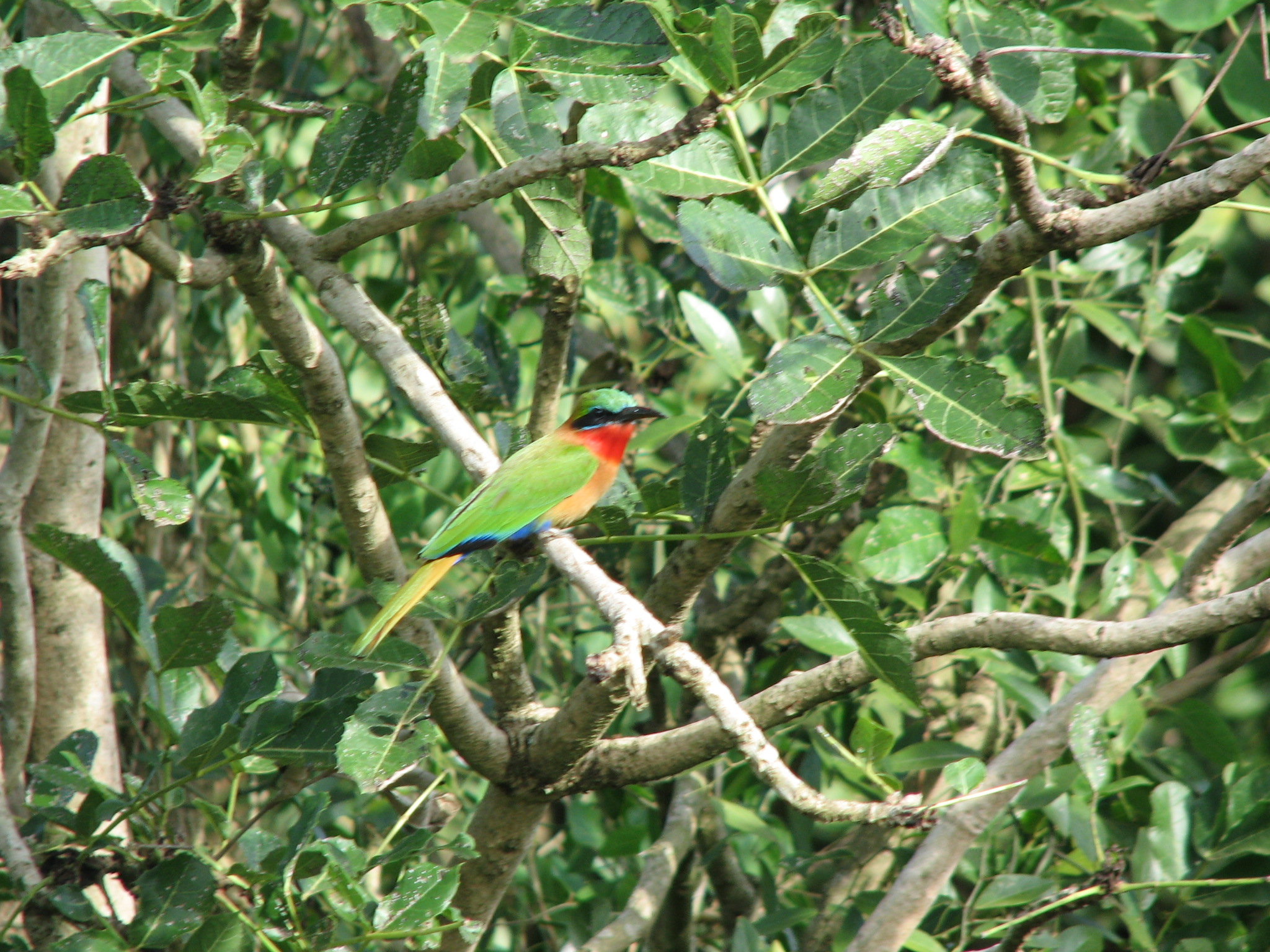
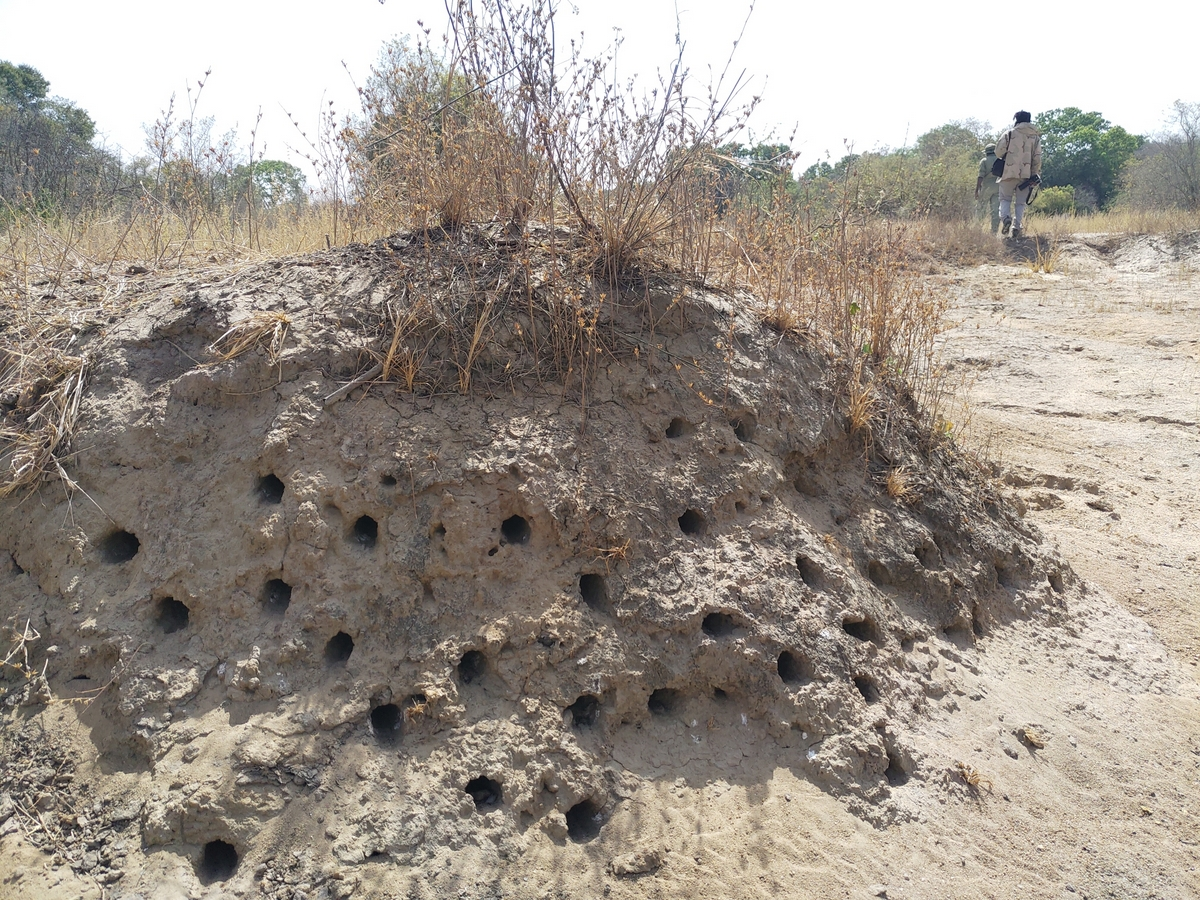
Гнездо